# Platytaenia lasiocarpa
Platytaenia lasiocarpa là một loài dương xỉ trong họ Pteridaceae. Loài này được Rchb. & Riedl mô tả khoa học đầu tiên.